# Port lotniczy Blantyre
Port lotniczy Blantyre – międzynarodowy port lotniczy położony 16 km od centrum Blantyre. Jest jednym z największych portów lotniczych w Malawi.

## Linie lotnicze i połączenia
| Linia Lotnicza     | Kierunek                                     |
| ------------------ | -------------------------------------------- |
| Airlink            | 1. Johannesburg                              |
| Ethiopian Airlines | 1. Addis Abeba                               |
| Malawi Airlines    | 1. Dar es Salaam 2. Johannesburg 3. Lilongwe |